# Casa de los Abades Pelplin
La Casa de los Abades Pelplin (en polaco Dom Opatów Pelplińskich w Gdańsku) es un edificio situado en Gdansk y uno de los pocos monumentos conservados del casco antiguo. El edificio aloja la sede del Instituto de Historia del Arte de Universidad de Gdansk.

## Historia del edificio
- Construido por un arquitecto desconocido (se cree que el autor del diseño podría haber sido Abraham van den Blocke) en estilo manierista holandés, a principios del siglo XVII (posiblemente en 1612).
- Desde 1686 perteneció a la abadía cisterciense de Pelplin. Si bien, para eludir las normas que prohibían a los monjes poseer casas en la ciudad, el edificio constaba formalmente como propiedad del voivoda de Pomerania Władysław Stanisław Łoś). Hasta la disolución de la abadía de Pelplin en 1823, los cistercienses utilizaron la casa como posada.
- En 1912, las autoridades de la ciudad compraron la casa en ruinas de propietarios privados. En ese momento, se llevó a cabo una importante renovación, entre otras mejoras se reemplazaron los elementos dañados de mampostería del siglo XVII con copias exactas. Por suerte, la casa de vecindad fue una de las pocas que sobrevivió la guerra en 1945.

## Descripción arquitectónica
- El alzado lateral, que se eleva sobre el canal Radunia, tiene una modesta decoración. La fachada, que aprovecha el contraste entre los elementos de piedra y el paramento de ladrillo del muro, presenta una decoración más rica. La parte superior está decorada con una red de cintas de piedra que imitan los accesorios de metal (lacería de accesorios), típico del manierismo holandés, y sus contornos están formados por formas en S enriquecidas con obeliscos y conos. El conjunto está coronado por un águila en vuelo que se añadió en 1912. En la parte inferior del frontón, entre las ventanas, hay tres tallas de piedra, en el medio en forma de busto, a los lados de la cabeza que se muestra de perfil. Las cornisas entre pisos se basan en bustos humanos tallados. Destaca también el portal de piedra con luneta.
- La habitación No. 116 en el tercer piso lleva el nombre del difunto profesor de historia del arte Konstanty Kalinowski.
- El interior de la casa es parcialmente original, especialmente la hermosa balaustrada de escaleras de madera con una representación de Susanna y los viejos.

## Administración
Actualmente la casa de los Abades de Pelplin alberga el Instituto de Historia del Arte de la Facultad de Historia de la Universidad de Gdansk. Las salas del edificio también son utilizadas para acomodar a estudiantes invitados del Instituto de Arqueología de la Universidad de Gdańsk, el Departamento de Etnología de la Universidad de Gdańsk y el Laboratorio de Estudios Religiosos de la Universidad de Gdańsk, así como clubes científicos de estas unidades.

## Datos de interés
- La casa está conectada con otros dos edificios, construidos después de 1945. Uno, que constituye la fachada de la calleBielańska fue diseñado por Wacław Tomaszewski, mientras que el edificio modernista de la esquina, visible desde la calle Elżbietańska, es obra de Szczepan Baum.
- Tres edificios tienen diferentes niveles de pisos, numerosas escaleras fueron conducidas torpemente a través de las paredes, creando el laberinto del Minotauro.

## Galería de imágenes

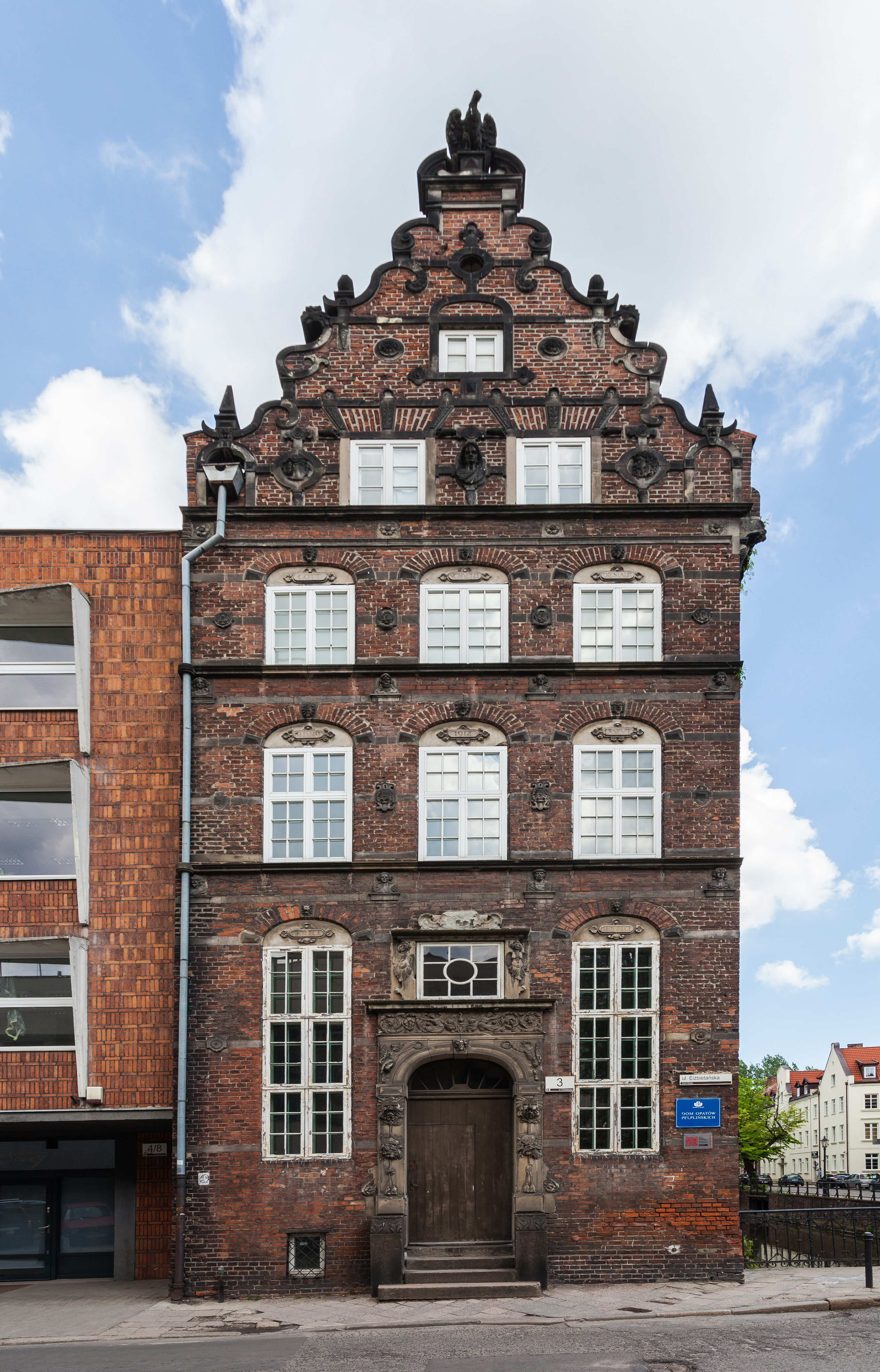
Fachada.
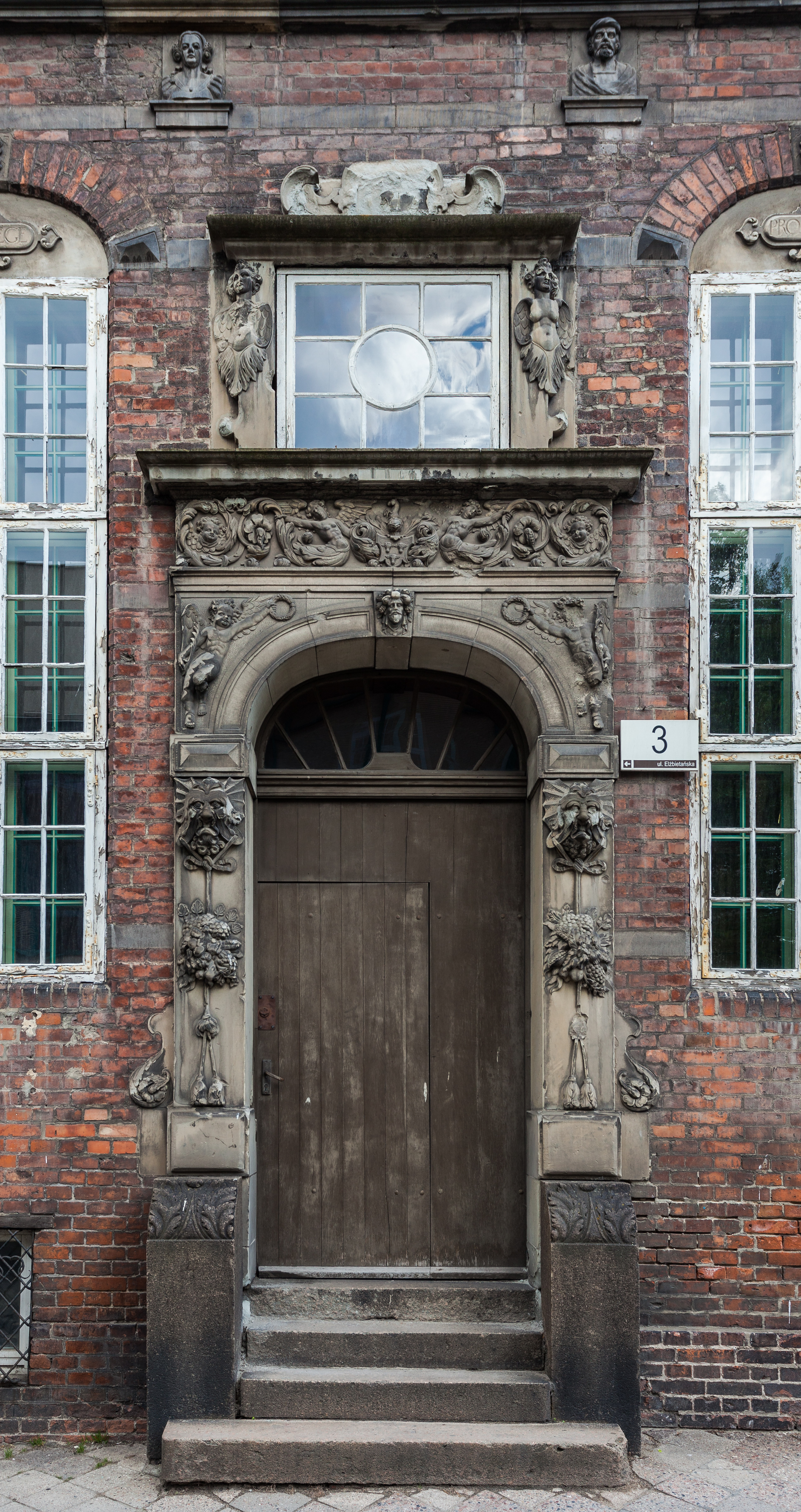
portal de entrada principal.
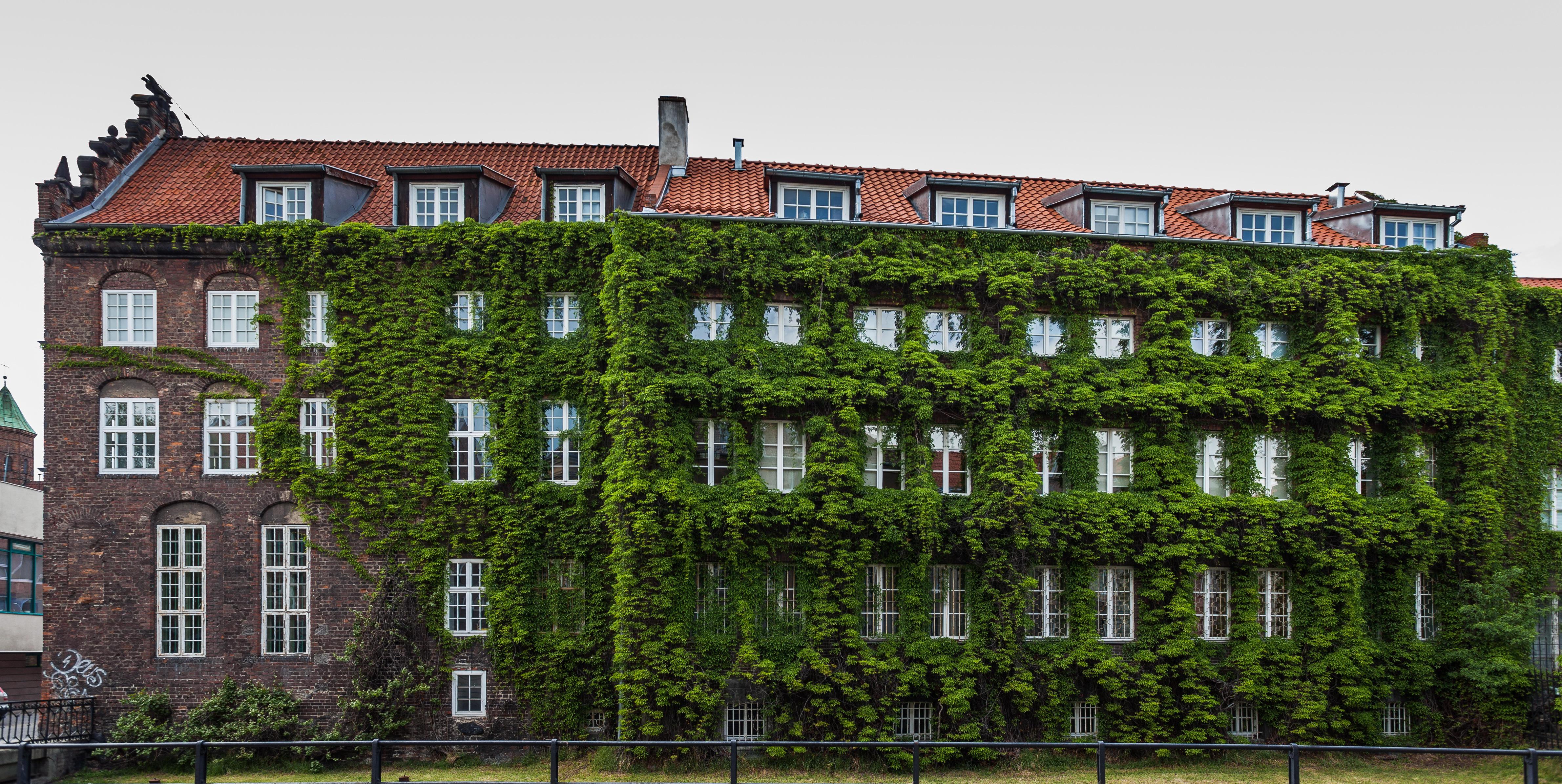
Vista lateral.
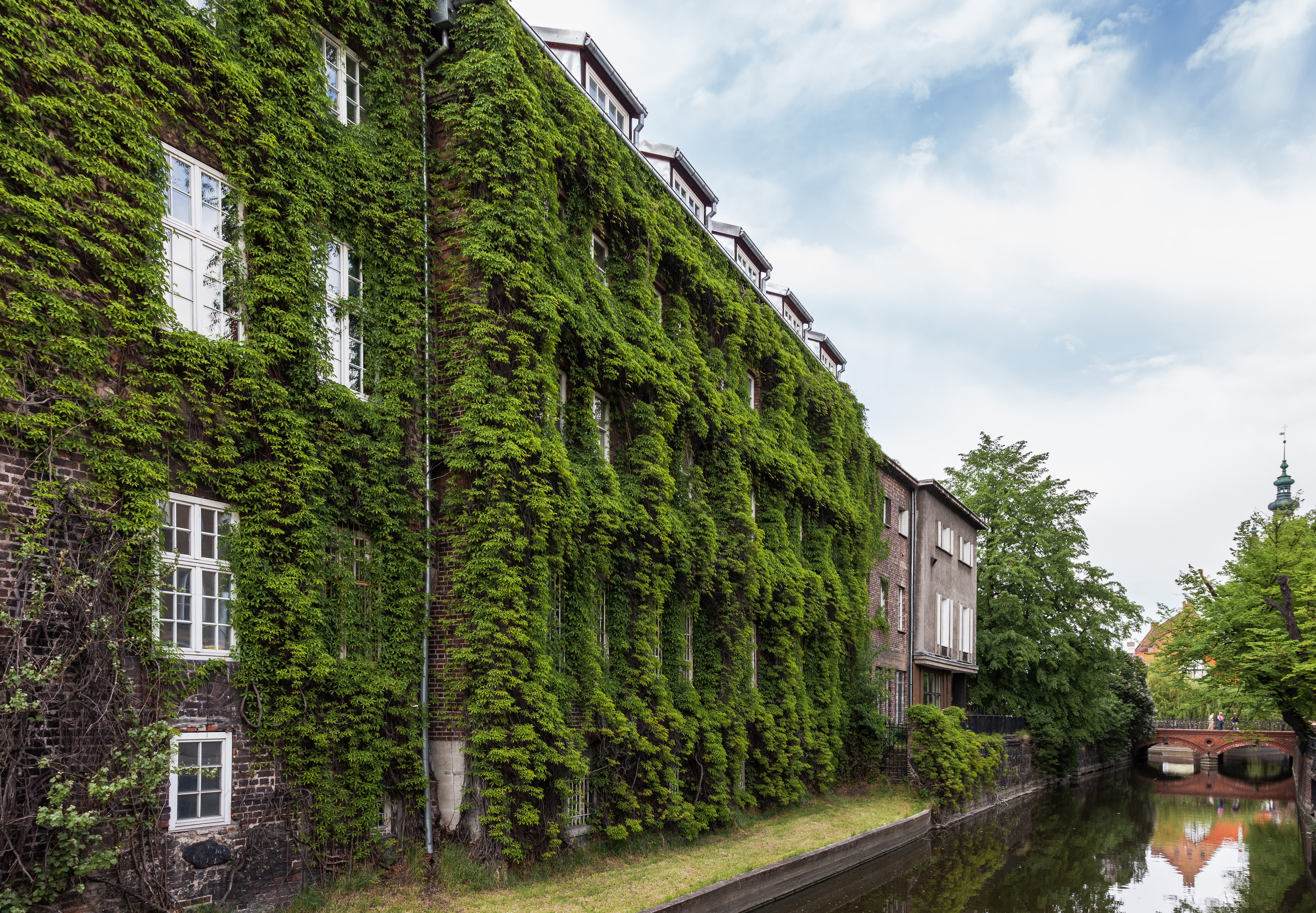
Casa de los abades con ampliación de posguerra.
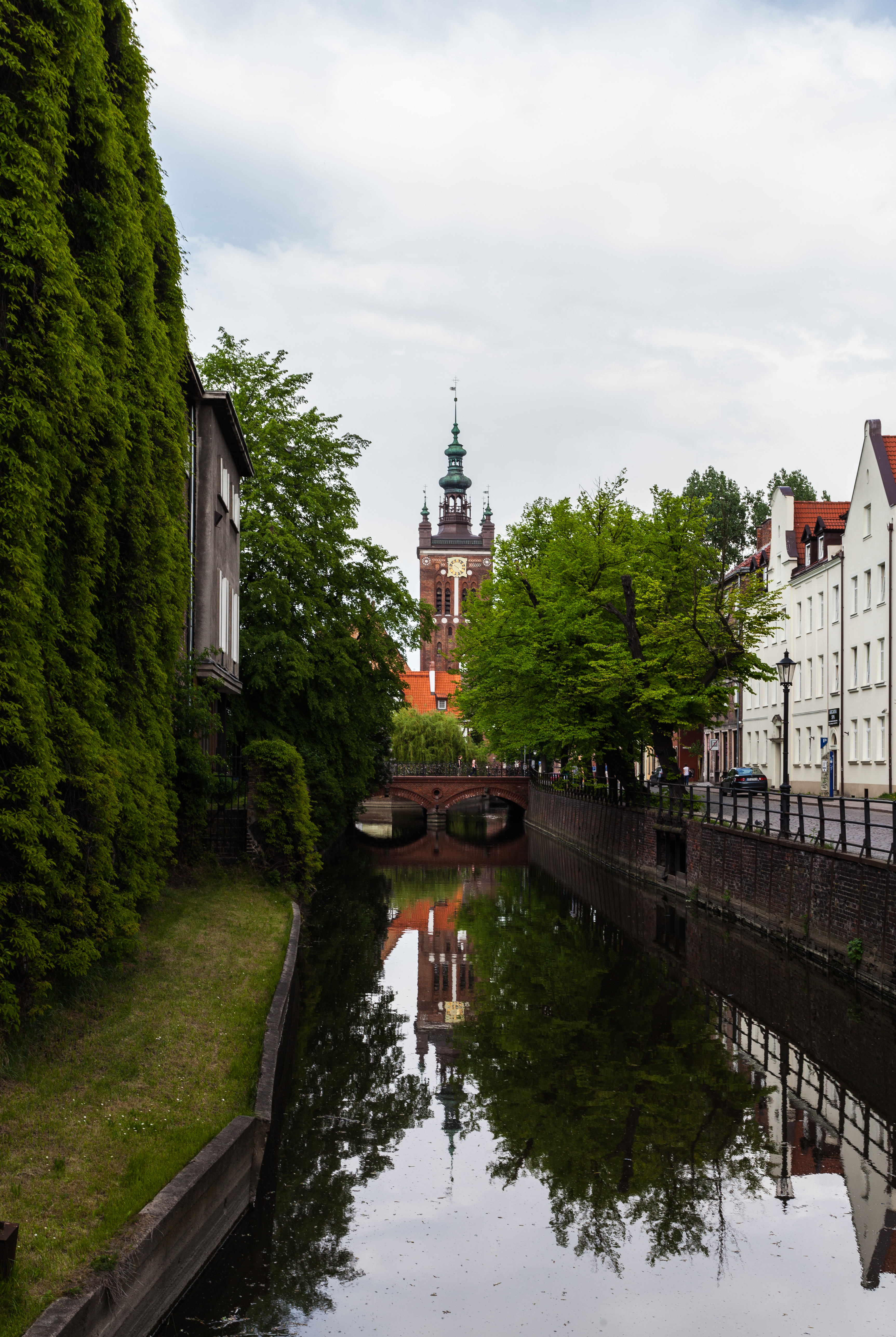
Canal de Radunia con la iglesia de Santa Catarina al fondo.